# Phacelia floribunda
Phacelia floribunda är en strävbladig växtart som beskrevs av Edward Lee Greene. Phacelia floribunda ingår i Faceliasläktet som ingår i familjen strävbladiga växter. Inga underarter finns listade i Catalogue of Life.